# 2019年歐洲超級盃
2019年歐洲超級盃是歐洲超級盃的第44屆賽事，這是一項由歐洲足球協會聯盟舉辦的年度足球比賽，參賽的兩隊分別為2018–19年歐洲冠軍聯賽冠军利物浦與2018–19年歐霸盃冠軍車路士。這項比賽在2019年8月14日於伊斯坦堡的沃達豐公園球場舉行。

## 球隊
| 球隊   | 參賽途徑                  | 過往參賽（粗體代表冠軍）         |
| ------ | ------------------------- | -------------------------------- |
| 利物浦 | 2018–19年歐洲冠軍聯賽冠軍 | 5 (1977, 1978, 1984, 2001, 2005) |
| 車路士 | 2018–19年歐霸盃冠軍       | 3 (1998, 2012, 2013)             |

## 場地遴選
歐洲足球協會聯盟於2016年12月9日首次使用公開投標程序，以選擇各聯賽決賽（包括歐洲冠軍聯賽、歐足總歐洲聯賽、歐足總女子冠軍聯賽與歐洲超級盃）的場地。協會必須在2017年1月27日之前公開表示承辦的意願，並於2017年6月6日之前提交投標檔案。
歐洲足球協會聯盟於2017年2月3日宣布共有9個協會表示有興趣主辦，並於2017年6月7日確認有7個協會提交了2019年歐洲足球超級杯的投標：
| 國家       | 體育館            | 城市       | 最大容納人數 | 註記                                           |
| ---------- | ----------------- | ---------- | ------------ | ---------------------------------------------- |
| 阿尔巴尼亚 | 科姆伯塔雷競技場  | 地拉那     | 22,500       |                                                |
| 法國       | 圖盧茲市政球場          | 圖盧茲     | 33,150       |                                                |
| 以色列     | 薩米奧弗體育場    | 海法       | 30,870       |                                                |
|            | 阿斯塔納競技場    | 阿斯塔納   | 30,244       | 同時欲爭取2019年歐足總女子冠軍聯賽決賽的舉辦權 |
| 北爱尔兰   | 溫莎公園球場      | 貝爾法斯特 | 18,434       |                                                |
| 波蘭       | 格但斯克PGE體育場 | 格但斯克   | 41,160       | 首選為華沙國家體育場                           |
| 土耳其     | 沃達豐公園球場    | 伊斯坦堡   | 41,188       | 同時欲爭取2019年歐足總歐洲聯賽決賽的舉辦權     |

以下協會對承辦比賽表示興趣，但最終未遞出提案：
- 匈牙利布達佩斯：安盟競技場
- 苏格兰格拉斯哥：

評標報告由歐足聯於2017年9月14日發布。沃達豐公園球場於2017年9月20日被歐足聯執行委員會選定為2019年歐洲超級盃比賽場地。

## 比賽地點
這是第一次在土耳其舉行的歐洲超級盃，也是該國在2005年歐洲冠軍聯賽決賽與2009年歐洲足總盃決賽後第三次舉行的歐足聯俱樂部比賽決賽，而這三次的比賽地點雖然都不相同（前兩次分別在阿塔圖克奧林匹克體育場與薩拉科格魯球場），但這三座體育場皆位於伊斯坦堡。
沃達丰競技場是貝西克塔什體操俱樂部的主場。由於歐足聯規定舉辦賽事的體育館名稱不得出現贊助商名字的規定，該體育場將在所有歐足聯比賽中都被稱為「貝西克塔斯體育場」。

## 裁判

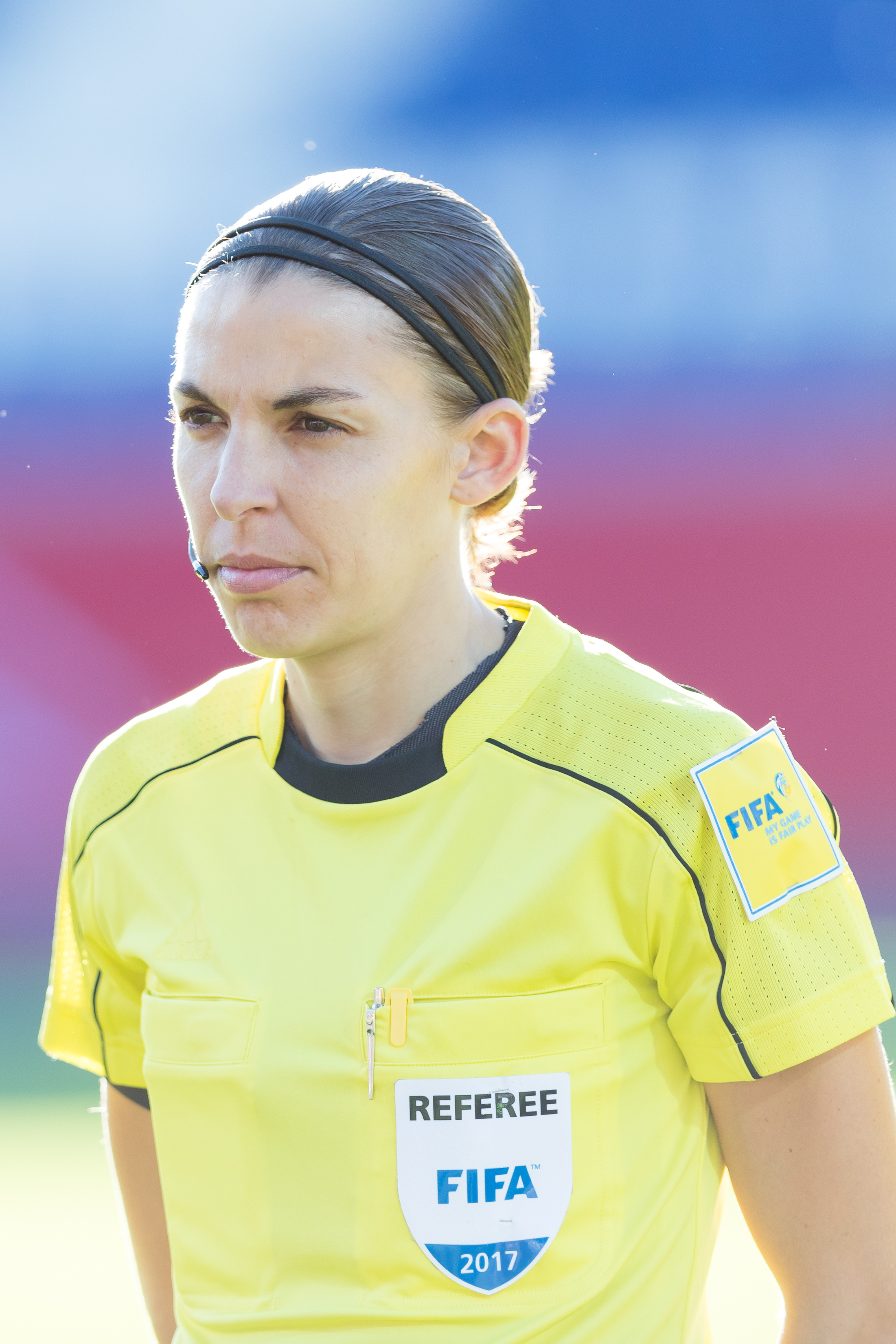
史蒂芬妮·弗拉帕尔，比赛的主裁判。

本次欧洲超级杯首次由女性裁判进行执法，其中主裁判和助理裁判均为女性，视频助理裁判为男性。主裁判为来自法国的，她曾经执法过2019年女足世界杯决赛，亦是法甲历史上首位女性主裁判。助理裁判分别为法国人曼·尼科洛西和爱尔兰人米·奥尼尔。

## 賽事
歐洲冠軍聯賽冠軍為名義上的「主場」球隊。
| 2019年8月14日 21:00 CEST |

| 利物浦                                              | 2 – 2 （加時賽） | 車路士                         |
| --------------------------------------------------- | ---------------- | ------------------------------ |
| - 文尼 48', 95'                                     | 報告             | - 基奧特 36' - 佐真奴 101'（） |
|                                                     |                  |                                |
| - 法明奴 - 法賓奴 - 奧歷治 - 阿歷山大-阿諾 - 薩拉赫 | 5 – 4            | - 佐真奴 - 巴克利              |

| 伊斯坦堡，沃達豐公園球場 觀眾人數：38,434 ： (法國) |

|  | 比賽規則 - 90分鐘的正規賽。 - 正規賽結束時仍然賽和，則增加30分鐘的加時賽。 - 加時賽結束時仍然賽和，則以互射十二碼決定勝負。 |

### 赛况
本场比赛，双方均排出4-3-3阵型。开赛后，利物浦和切尔西互相发动多次猛烈攻势，但均未转化为进球。第38分钟，吉鲁小禁区左侧低射远角破门，切尔西1–0领先。第40分钟，切尔西前锋普利西奇18米低射左下角破门，但因越位在先，进球无效。上半场结束，切尔西1–0暂时领先。
下半场易边再战，利物浦用马内替下张伯伦。第48分钟，菲尔米诺近距离面对凯帕做球，马内连续两次射门取得进球，帮助利物浦扳平比分。此后双方虽仍互有攻守，但均无建树。第83分钟，切尔西球员点球点左侧射远角破门，但同样因越位在先而进球无效。双方在法定时间内未能分出胜负，进入加时赛。
第95分钟，菲尔米诺禁区左侧底线倒三角回传，马内点球点左侧射门梅开二度，利物浦反超比分。但仅过了5分钟，利物浦门将阿德里安禁区内绊倒切尔西前锋，切尔西获得点球，主罚点球破门，再次扳平比分。120分钟战罢，双方2–2战平，将比赛拖入点球大战。
点球大战，利物浦率先主罚点球。前四回合，双方均将皮球打入球门。第五回合，利物浦前锋薩拉赫主罚命中，切尔西方面由主罚，但皮球被利物浦门将阿德里安扑出（尽管后来的视频回放显示阿德里安有双脚提前离开门线的嫌疑）。利物浦点球大战5–4，总比分7–6击败切尔西，夺得本届欧洲超级杯冠军。

## 外部鏈結
- 官方网站